# Фенікс-Іллічовець
«Фе́нікс-Іллічо́вець» (рос. Феникс-Ильичёвец, крим. Feniks-İlyiçovets) — український футбольний клуб із села Умют Курманського району АРК. Виступав у першій лізі чемпіонату України. Заснований у 2000 році.
Колишня назва: «Фенікс» (2000–2004). Професіональний статус з 2006 року. Знявся зі змагань навесні 2011 року.

## Сезон2008—2009
У домашній грі проти бурштинського «Енергетика», яка відбувалася 3 травня 2009 року, воротар Костянтин Шевченко на 47 хвилині забив гол у ворота суперника, виконуючи удар від воріт. Матч закінчився з рахунком 3:2.
За результатами чемпіонату команда набрала 32 очка і посіла 13-те місце.

## Зняття зі змагань (2011)
Після зняття зі змагань «Фенікса-Іллічовця» команда «Жемчужина-Ялта» (Ялта)  заявила про готовність дограти сезон у першій лізі. ПФЛ могло б допустити клуб як правонаступника команди з Калініного, але «Жемчужина-Ялта» не надала необхідних для реєстрації документів. У разі успішного затвердження всіх заявкових документів клуб-правонаступник до кінця сезону мав би фігурувати в офіційних документах під назвою «Фенікс-Іллічовець».
17 березня 2011 року на офіційній сторінці ПФЛ з'явилося повідомлення, що підтверджує ліквідацію професіонального футбольного клубу «Фенікс-Іллічовець» та виключення його зі змагань. Клуб з Ялти, натомість, має намір пройти процедуру атестації на право взяти участь у другій лізі сезону 2011/12.

## Попередні емблеми клубу

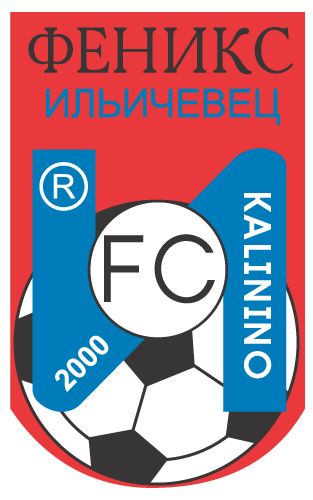
Колишня емблема
Інший варіант емблеми

## Відомі гравці
- Антон Голенков